# Zdeněk Pluhař (fyzik)
Zdeněk Pluhař (15. října 1937 Pečky - 31. října 2020) byl český fyzik a vysokoškolský pedagog.

## Život
Zdeněk Pluhař vystudoval Fakultu jadernou a fyzikálně inženýrskou ČVUT, kde roku 1967 získal doktorát. Po absolutoriu se stal spoluzakladatelem Katedry teoretické fyziky na Matematicko-fyzikální fakultě Univerzity Karlovy. Roku 1975 přešel na Katedru jaderné fyziky. Na této katedře se roku 1976 habilitoval, v letech 1994-1999 byl jejím vedoucím. Zastával pozici zástupce České republiky v jaderném panelu Evropské fyzikální společnosti. V letech 1999-2007 působil v Ústavu částicové a jaderné fyziky. Spolupracoval se Spojeným ústavem jaderných výzkumů v Dubně, Technickou univerzitou v Braunschweigu a Ústavem Maxe Plancka v Heidelbergu. Pozůstalostní fond a knihy docenta Pluhaře se nachází v Ústavu dějin Univerzity Karlovy a Archivu Univerzity Karlovy a v Národní knihovně.

## Dílo
Pluhař se zaměřoval na teoretickou jadernou fyziku a matematickou fyziku. Publikoval převážně časopisecky práce týkající se teorie náhodných matic.